# Tatooine
Tatooine är en fiktiv planet i Star Wars. På denna planet växer Anakin Skywalker upp, och likaså Luke Skywalker. Tatooine ligger i utkanten av Star Wars-galaxen, och dess bana bär den i omlopp runt två stjärnor.

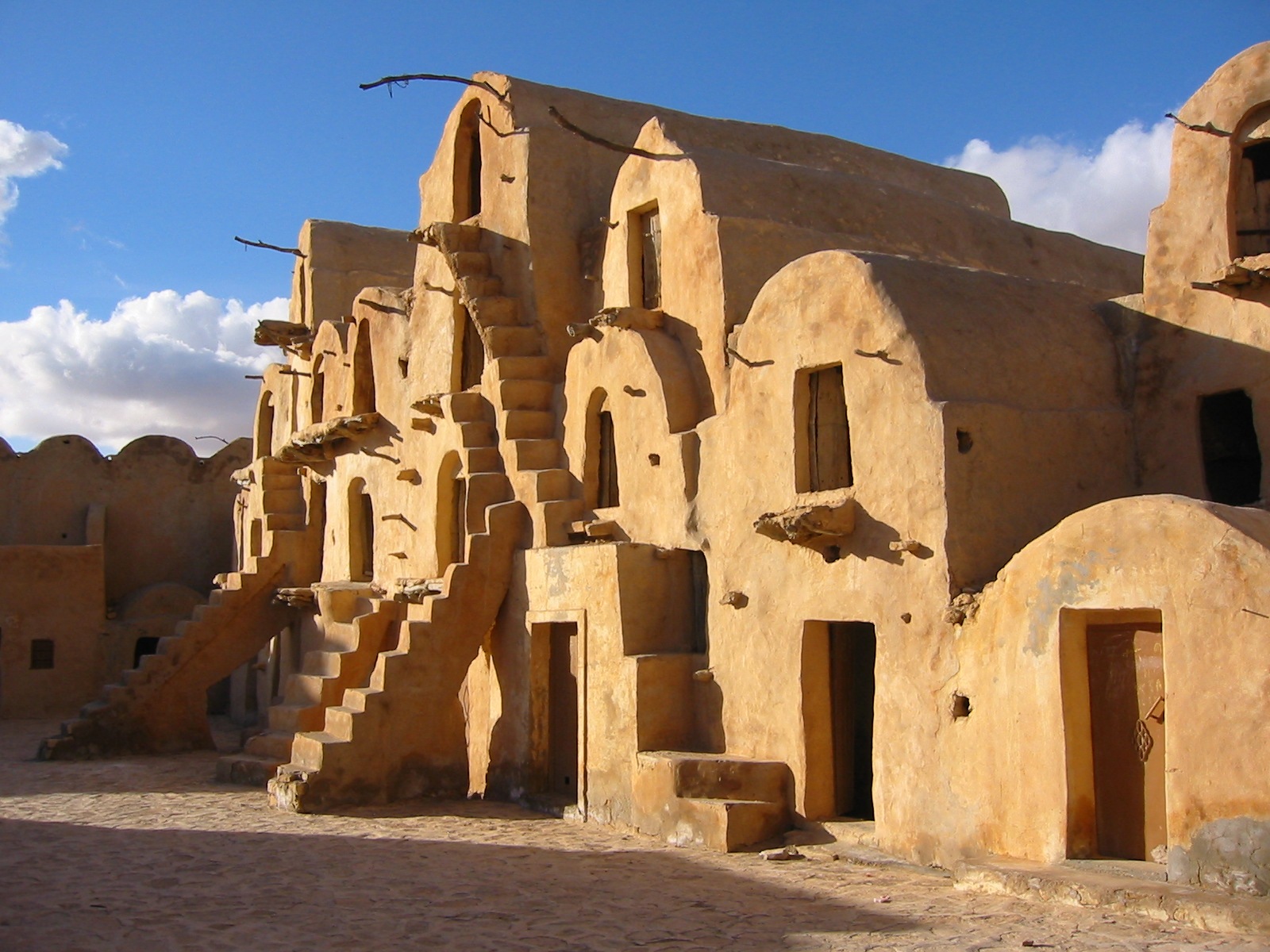
Tatooine från de nyare filmerna.

Tatooine styrs av de fruktade Hutterna. Den mest fruktade hutten är Jabba the Hutt, som styr minst en tredjedel av slavhandeln i Mos Espa. Egentliga lagar existerar inte på Tatooine, därför är det ett cetrum för slavhandel, smuggling och kapselrace, som är olagligt på de flesta planeter.
Till största delen består Tatooine av öken och en av näringarna är fuktfarmar. Två städer nämns i filmerna, Mos Eisley och Mos Espa, dessutom pratar man om Toshi-stationen och Anchorhead. Mos Eisley är en stor rymdhamnstad som ofta besöks av Jabba the Hutt, prisjägare och andra skumma typer. Mos Espa är den stad där Anakin Skywalker växte upp.
Tatooine är uppkallad efter Tataouine (franskspråkig stavning), det område i Tunisien där inspelningen av filmscenerna från ökenplaneten gjordes.